# Trädgård och trädgårdsmästare på Drottningholm och Ekerö
Trädgård och trädgårdsmästare på Drottningholm och Ekerö med tillägget "...till nytta och nöje under 350 år" var en tillfällig trädgårdsutställning vid Kina slott i Drottningholms slottspark, som var öppet för allmänheten mellan den 28 april och den 2 september 2012.
Utställningen sträckte sig över 1800 m² och skulle illustrera en kulturhistorisk resa i Drottningholms slottspark och vidare ut i Ekerö kommun, som kallas ”Stockholms trädgård”. Utställningen var ett samarbete mellan Drottningholms slottsförvaltning, Statens fastighetsverk och Ekerö kommun samt EU. Utställningen började vid Kina slott och var uppbyggd av sex separata trädgårdsrum där informationstavlor informerade om historisk och nutida trädgårdsodling på Drottningholm och Ekerö. Utställningen var den största i slottsparkens historia.

## Bilder

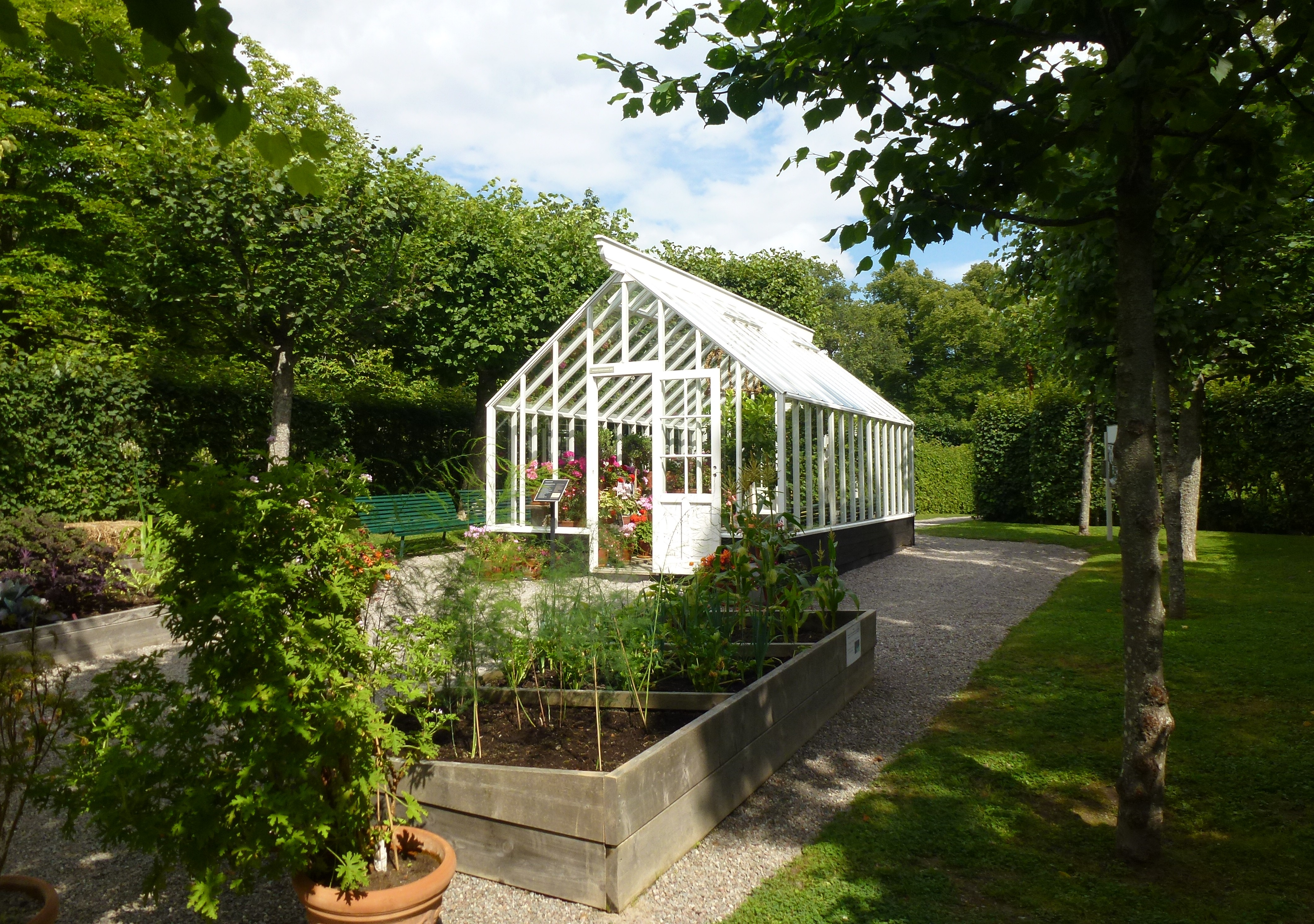
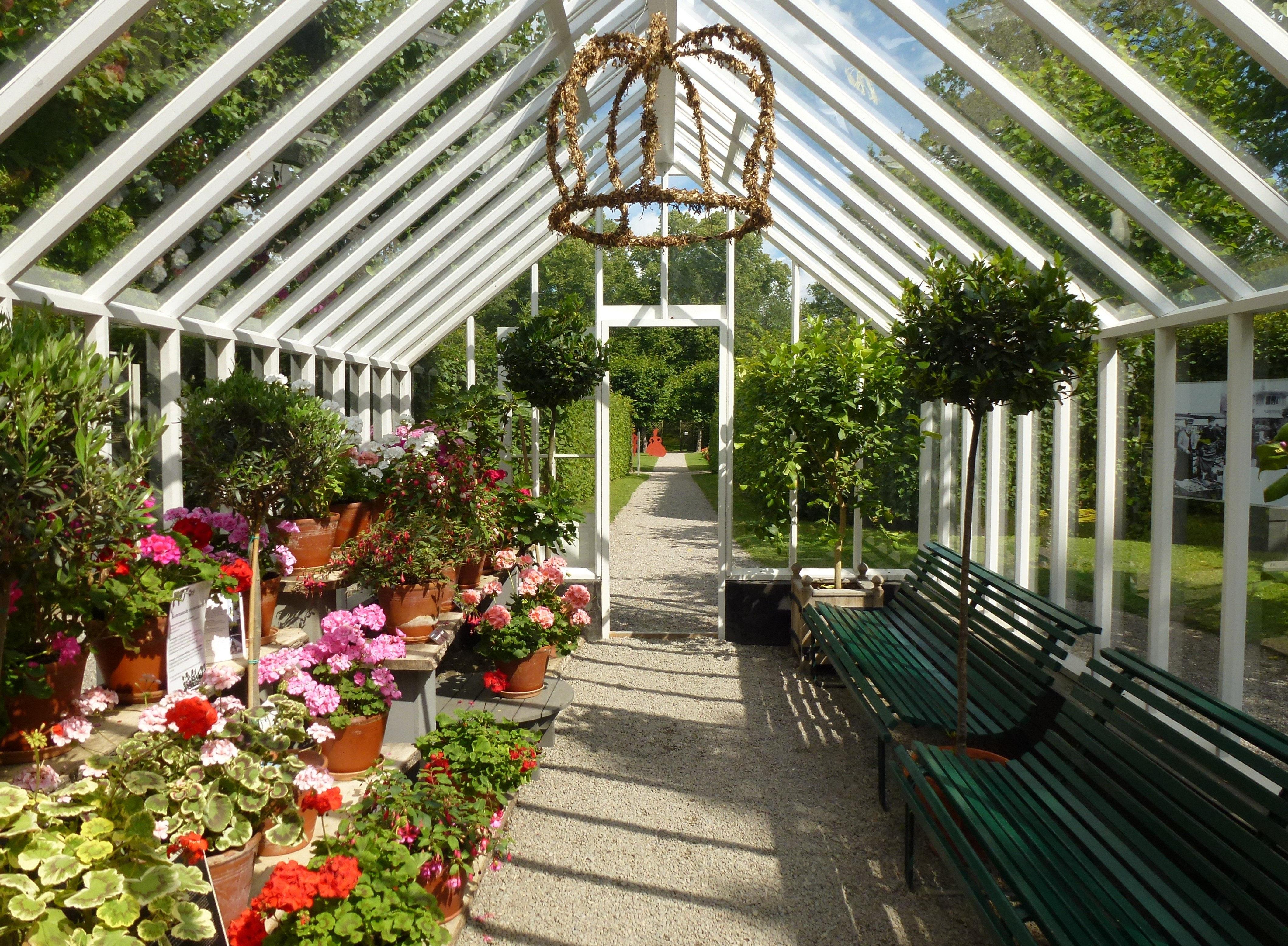
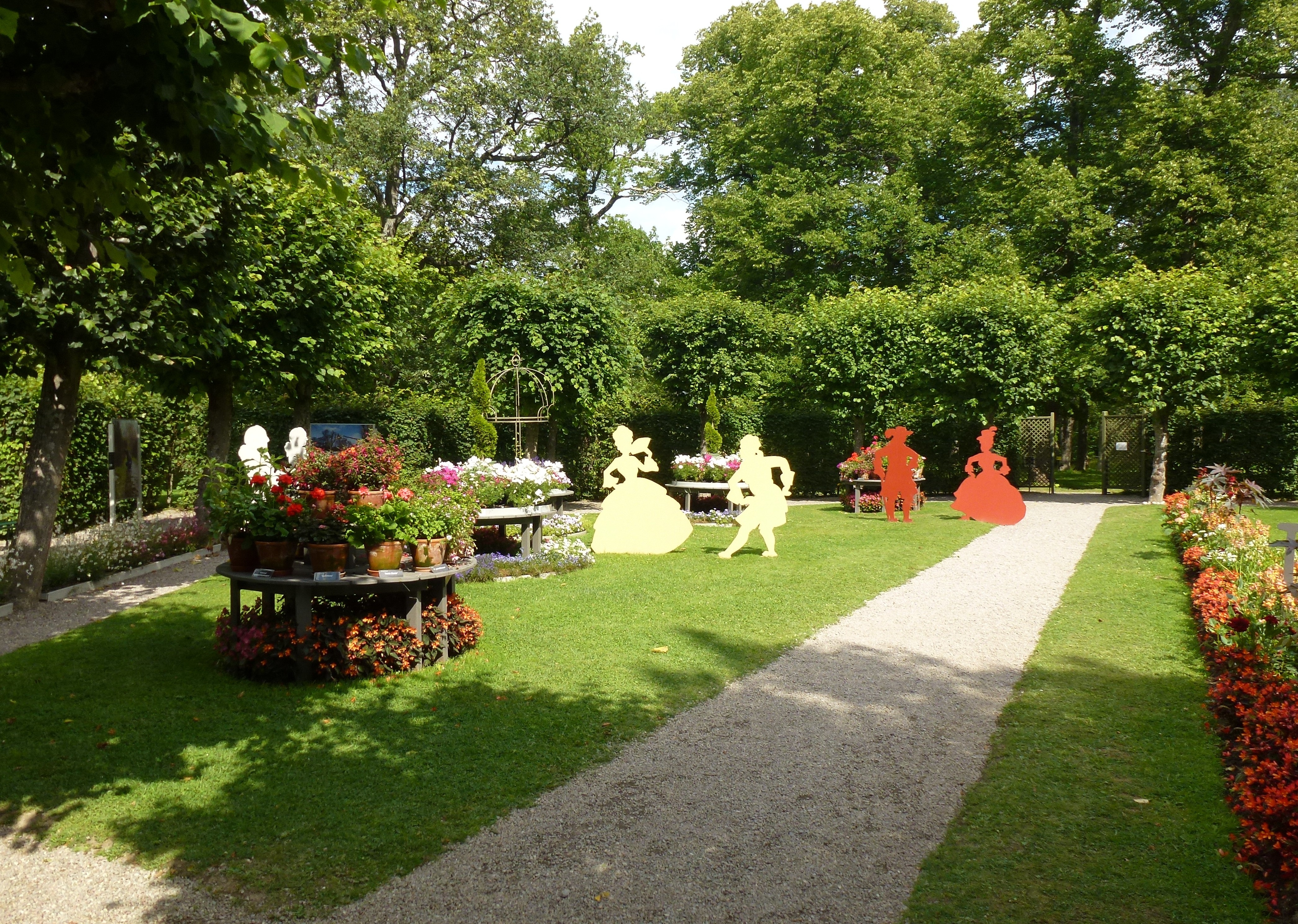
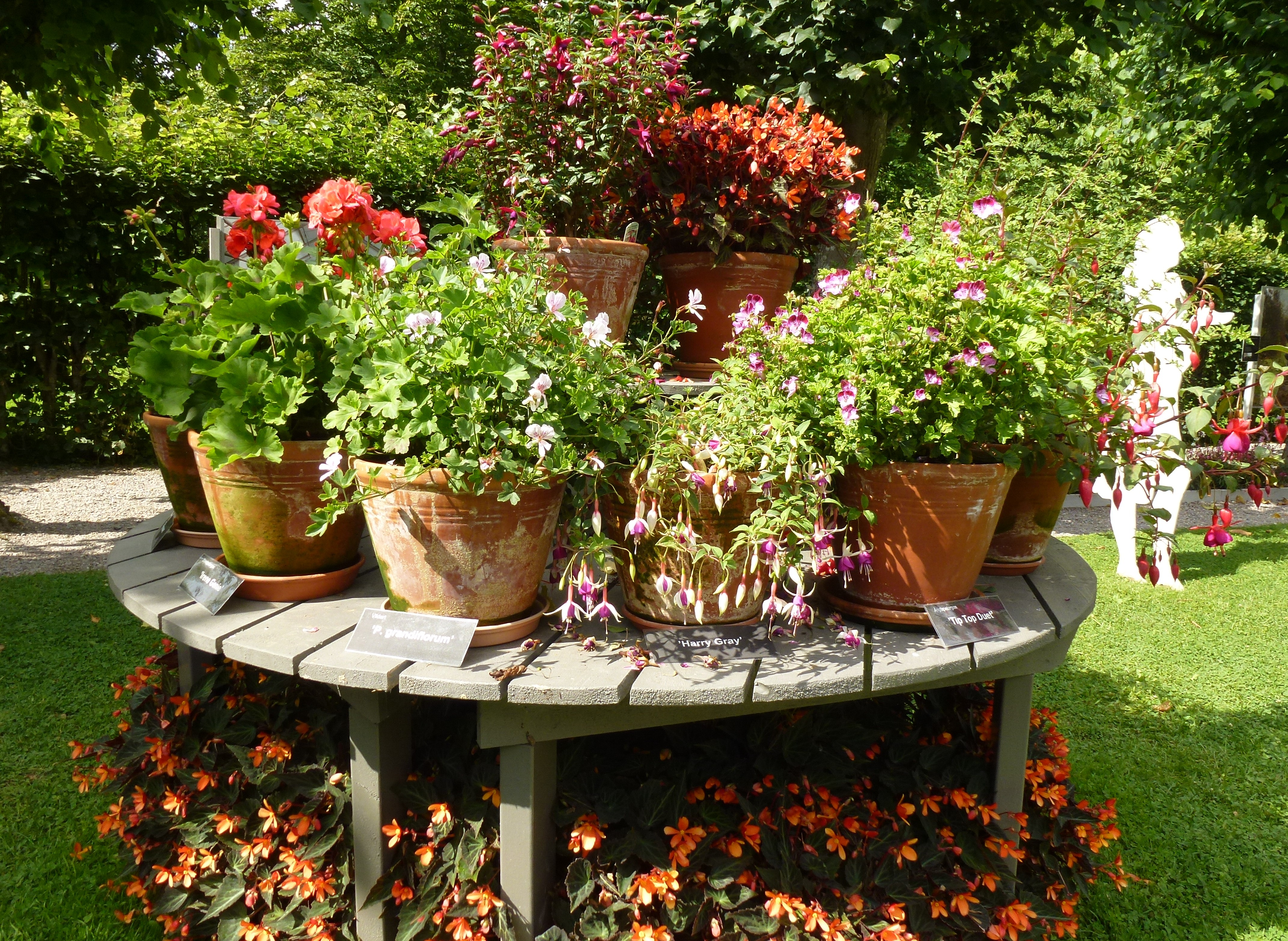